# ポール・クリグマン
ポール・クリグマン（Paul Kligman、1923年1月21日 - 1985年8月29日）は、カナダの俳優。

## 歴史
1923年1月21日にルーマニアで生まれ、後にカナダに引っ越している。ウィニペグで青春時代を体験し、マニトバ大学で勉強していた。1950年からトロントに移住し、俳優の仕事を始める準備に出る。CBCテレビジョンで放送された1952年のテレビドラマ「Sunshine Sketches」に出演し、ウェイン&シャスターというお笑いコンビ名で知られることもあった。
アニメではいくつかの作品に出演していた。マーベル・コミックでは1960年代のテレビシリーズ『マーベル・スーパーヒーローズ』（1966年）でサンダーボルト・ロス将軍、レッドスカル、ウォーロード・クラン、モールマン、パワーマン（エリック・ジョステン）があり、『スパイダーマン』（1967年）でJ・ジョナ・ジェイムソンを演じた。また、1964年の映画『ルドルフ 赤鼻のトナカイ』でもいろんな役を演じている。日本語吹き替え版では、複数の声優がキャラクターのイメージに合わせて演じきっている。特に廣田は個性のある悪役らしい特徴でジェイムソンの声を担当した。
1985年8月29日、トロント州のノースヨーク総合病院で死去。満62歳。

## 出演作品
| 担当年      | タイトル                           | 役                            | 日本語吹き替え版                                         | 備考                                     |
| ----------- | ---------------------------------- | ----------------------------- | -------------------------------------------------------- | ---------------------------------------- |
| 1960 - 1961 | ピノキオの冒険                     | Cool S. Cat                   | 不明                                                     | 日米合作の連続アニメ、フジテレビでも放送 |
| 1964        | ルドルフ 赤鼻のトナカイ            | ドナー、コーチ                | 不明（NHK旧版） 不明（ソフト版） 不明（NHK新版）         |                                          |
| 1965        | Willy McBean and His Magic Machine | 追加音声                      | -                                                        | 映画                                     |
| 1966        | マーベル・スーパーヒーローズ       | レッドスカル                  | 不明（日本テレビ版） 不明（東京12チャンネル版）          |                                          |
| 1966        | マーベル・スーパーヒーローズ       | サンダーボルト・ロス          | 不明（日本テレビ版） 不明（東京12チャンネル版）          |                                          |
| 1966        | マーベル・スーパーヒーローズ       | ウォーロード・クラン          | 不明（日本テレビ版） 不明（東京12チャンネル版）          |                                          |
| 1966        | マーベル・スーパーヒーローズ       | 追加音声                      | -                                                        |                                          |
| 1967        | ロケット・ロビンフッド             | タック修道士                  | 不明                                                     |                                          |
| 1967        | スパイダーマン                     | J・ジョナ・ジェイムソン       | 不明→不明（東京12チャンネル版） 北村弘一（ローカル局版） |                                          |
| 1967        | スパイダーマン                     | 警察官                        | 2種類とも複数                                            |                                          |
| 1967        | スパイダーマン                     | ハリー                        | 不明（東京12チャンネル版） 不明（ローカル局版）          |                                          |
| 1967        | スパイダーマン                     | 追加音声                      | -                                                        |                                          |
| 1985        | Reckless Disregard                 | エイモス・グレイスマン        | -                                                        | テレビ映画                               |
| 1986        | ナイトヒート 夜の大捜査網          | Rosenzwig(日本での名称は不明) | 不明                                                     | 第14話 専属殺人(Dead to Rights)に登場    |